# Gustav Pedersen
Gustav Pedersen (født 3. april 1893 i Aarhus, død 22. november 1975 i København) var en dansk politiker for Socialdemokratiet.
Født i Aarhus, søn af maler Jens Jacob Pedersen og hustru Emilie Carlsson, født i Karlskrona, Sverige.
Uddannet bankmand. I 1918 formand for HK Aarhus, og sad 1921-23 i Aarhus Byråd. Havde efter 1923 succes som formand for HK København, og blev i 1938 landsformand.
Medlem af Folketinget fra 1924-64.
Under besættelsen forsøgte danske nazister at infiltrere HK, hvilket Pedersen fik afværget under udøvelse af politisk dygtighed.[kilde mangler] Han øvede væsentlig indflydelse på funktionærloven. Medlem af Forfatningskommissionen, der udarbejdede 1953-Grundloven, medlem af finansudvalget og statsrevisor 1949-64. Pedersen var Folketingets formand 1950-64 som den til da længst siddende.
Han skrev flere bøger og artikler om planøkonomi og folkestyret, lige som hans historiske interesse affødte Det tog fart i Firenze (1965) om renæssancen. Hans efterladte erindringer blev udgivet posthumt i 1979.

## Ekstern reference
1. ↑  Gustav Pedersen på gravsted.dk